# Barca de fusta de Hanson
La barca de fusta de Hanson és una barca de l'edat del bronze que es va trobar en una mina de grava a Shardlow (Derbyshire), a Anglaterra. Actualment es troba exposada al Derby Museum and Art Gallery.

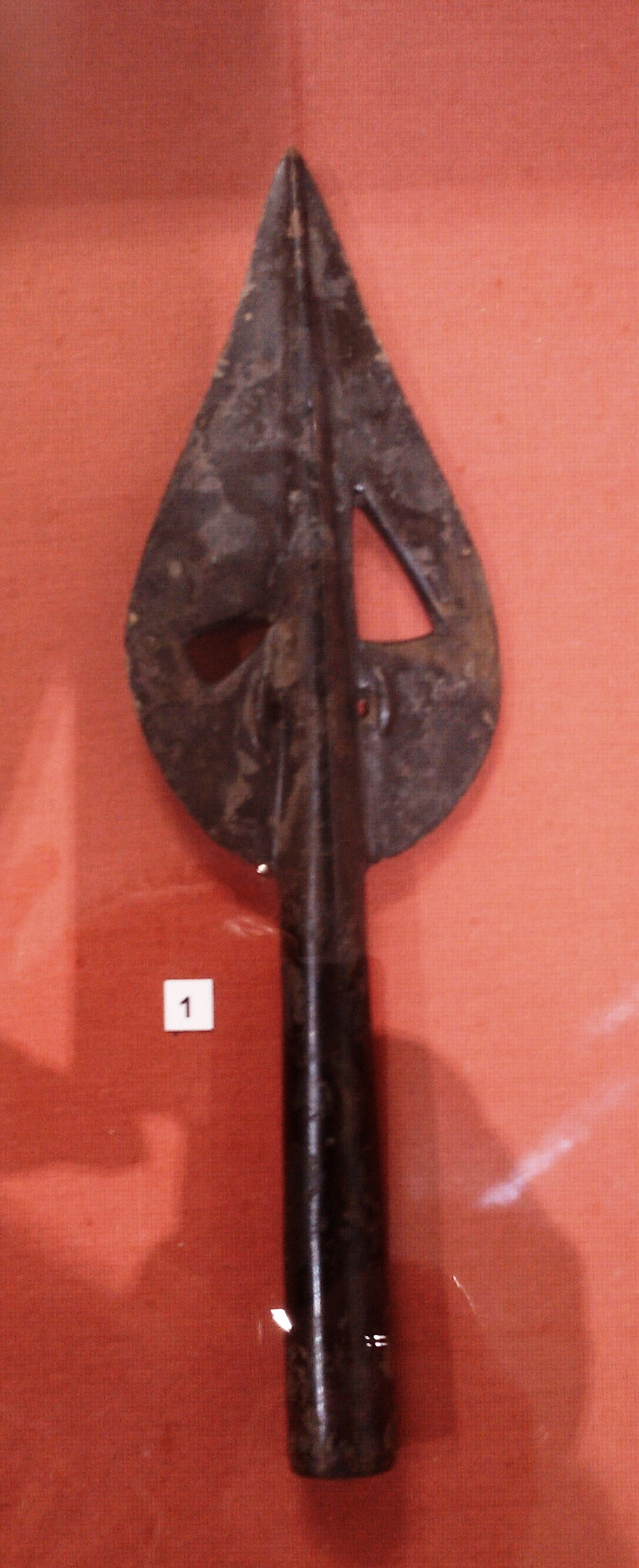
Punta de llança decorativa de disseny irlandès

La barca de fusta fou descoberta a la riba del Hanson a Shardlow, un poble al sud de Derby, l'any 1998. La barca estava quasi completa però resultà una mica danyada per la maquinària de la pedrera abans que se'n determinés la importància. La barca fou datada de l'any 3500 aC. Es va haver de tallar en petites seccions per poder ser transportada i conservada perquè era molt pesant a causa de la humitat, que havia preservat la fusta i n'havia previngut la putrefacció. La fusta fou assecada lentament al York Archaeological Trust després de ser submergida durant 18 mesos en polietilenglicol; aquest producte químic penetrà en la fusta i li donà la força necessària.
Inusualment, la barca encara tenia un carregament de sorra de Bromsgrove que havia estat carregada a King's Mill. La sorra es creu que estaria destinada a reforçar un pas per sobre el riu Trent.
Es completà la conservació de la barca amb un cost total de 119.900 lliures, i actualment es troba exposada al Museu de Derby. Quatre anys més tard es va trobar una segona barca al mateix lloc, però fou enterrada de nou per tal que es pogués preservar.
L'exposició al Derby Museum and Art Gallery també inclou troballes de metall de la mateixa pedrera de Shardlow. Els objectes majoritàriament daten de la meitat de l'edat del bronze.